# Ortalis columbiana
La chachalaca colombiana o guacharaca colombiana (Ortalis columbiana) es una especie de ave crácida del género Ortalis. Es una de las especies endémicas más carismáticas de Colombia, donde habita en bosques del norte, centro y oeste de ese país sudamericano, siempre al oeste de los Andes. 
Fue considerada como una subespecie de Ortalis guttata, pero a la luz de diferencias vocales, morfológicas y consideraciones biogeográficas, en una mejor aproximación hacia el concepto de especie biológica, y teniendo en consideración las formas prevalecientes en la constitución de los límites entre el resto de las especies del género (del cual se  postuló que todos sus integrantes podrían ser considerados como formando una única superespecie), fue reconocido su carácter específico.

## Taxonomía
Esta especie fue descrita en el año 1906 por el ornitólogo austríaco Carl Edward Hellmayr. Durante el siglo XX fue considerada por muchos autores como una buena especie, pero por otros como una subespecie de la disyunta Ortalis guttata, la cual habita en las estribaciones orientales andina y en la cuenca amazónica. En el año 1996 se propuso nuevamente su reconocimiento específico, tratamiento que se reflejó en mucha de la literatura moderna, el que también fue reforzado en 2010 por el análisis de las diferencias vocales entre ambos taxones, comparables a las que existen entre otros miembros del género Ortalis clasificados como especies, por lo que el Comité de Clasificación de América del Sur de la American Ornithologists' Union votó a favor de considerarla especie plena.
Su canto es un repetido estribillo el cual posee un cha inicial seguido por un espacio de silencio, y a continuación, una frase más larga. La frase completa podría ser transcrito como: "cha, chachalaca". Las dos últimas notas las pronuncian a veces tan estrechamente que se llegan a fundir, dando un: "cha, chachalac". Por el contrario, el canto de Ortalis guttata es un repetido estribillo de 3 o 4 notas, sin nota inicial o brecha, lo que podría ser transcrito como "chachala" o "chachalaca".

## Características
Mide en promedio 53 cm de longitud. Su plumaje posee un patrón cromático con el dorso de color pardo grisáceo; ventralmente es mayormente de color castaño, escamado de blanco en el pecho y cuello, siendo la parte inferior del vientre de color blanco. En la cabeza muestra tonos gris claros, los que pasan a blancuzco en la frente. La cola es de color castaño, pero presenta una banda roja. Las patas son rosadas.
El plumaje de Ortalis columbiana difiere considerablemente de las poblaciones de Ortalis guttata más próximas, las que presentan marcado y punteado de blanco el pecho y vientre, siendo esta característica mucho más pronunciada y extendida en Ortalis columbiana en la que toma forma de escamado.

## Distribución y hábitat
Ortalis colombiana es endémica de Colombia, donde se ha extinguido en la mayor parte de su área de distribución en las laderas superiores del Valle del Cauca, desde el norte de Antioquia hasta el sur de Cauca, y en el Valle del Magdalena desde Cundinamarca hasta Huila. Esta especie es a menudo vista en la ciudad de Medellín y sus alrededores, donde se ha adaptado a la vida urbana, siendo una de sus especies más representativas.
Las poblaciones restantes se limitan a los parches fragmentados de selvas húmedas, bosques y matorrales que bordean bosques, en altitudes desde 100 a 2500 m s. n. m.. Se cree que se reproduce en febrero.
Es común encontrarla en los parches boscosos de Neira, Caldas, sobre la vía que de Neira conduce a Manizales por el sector de cementos caldas y en La Vereda de Pueblorico, Neira (1900 - 2200 m s. n. m.).

## Comportamiento
Se alimenta principalmente de frutos cuyas semillas contribuye a dispersar. Construyen su nido sobre la rama de algún árbol, rodeado de vegetación. La puesta consta de 2 huevos.

## Conservación
Desde el siglo XIX, el hábitat de esta especie ha sido objeto de una gran deforestación para ser destinado a la agricultura, siendo casi total desde 1950 en los valles medio y superior del Magdalena y del Cauca. Mantiene poblaciones en la reserva Bosque de Yotoco, describiéndose  como "abundante" en las áreas protegidas del Valle del Cauca.